# Pterolophia tristis
Pterolophia tristis là một loài bọ cánh cứng trong họ Cerambycidae.